# Le crime était presque parfait

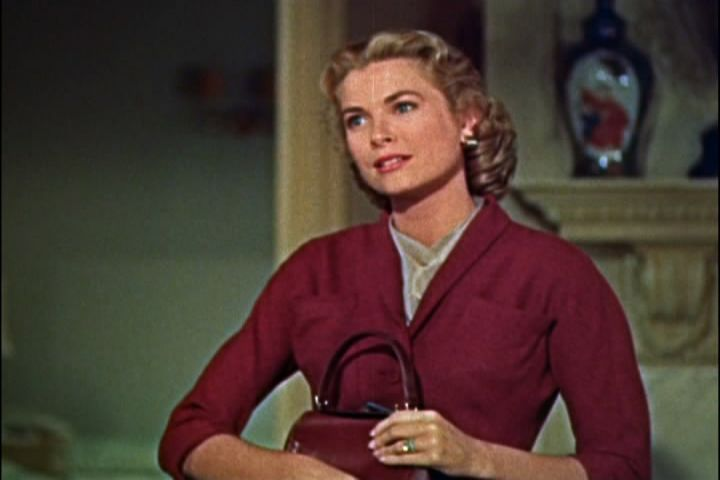
Grace Kelly

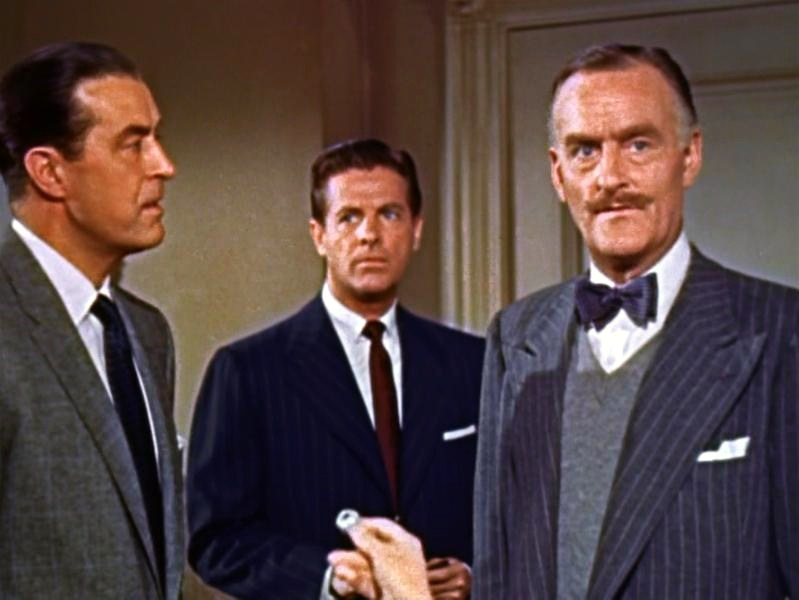
De g. à d. : Ray Milland, Robert Cummings et John Williams

Cet article concerne le film d' Alfred Hitchcock. Pour le film de Michael Curtiz, voir Le crime était presque parfait (film, 1947).
Pour plus de détails, voir Fiche technique et Distribution.
Le crime était presque parfait (Dial M for Murder) est un film américain réalisé en relief par Alfred Hitchcock, sorti en 1954.

## Synopsis
Tony Wendice (Ray Milland), ancien champion de tennis, craint que sa femme Margot (Grace Kelly), qui a une aventure avec l'auteur de romans policiers Mark Halliday (Robert Cummings), n'en vienne à le quitter en le laissant financièrement démuni.
Aussi échafaude-t-il un plan pour faire assassiner Margot par un comparse, Alexandre Swan (Anthony Dawson), pour hériter de cette dernière pendant qu'il se forge un alibi inattaquable. Contrairement au plan prévu, Swan ne parvient pas à tuer Margot, c'est elle en se défendant qui tue Swan. Accusée d'avoir tuée Swan avec préméditation afin de se débarrasser d'un maître chanteur au courant de sa liaison, elle est jugée et condamnée à mort.
C'est aussi sans compter sur le zèle et l'intelligence d'un inspecteur de police particulièrement perspicace, ainsi que de Halliday, qui parviendront ensemble à confondre Wendice et à sauver Margot de la pendaison.

## Fiche technique
- Titre original : Dial M for Murder
- Titre français : Le crime était presque parfait
- Réalisation : Alfred Hitchcock
- Scénario : Frederick Knott, d'après sa pièce de théâtre
- Direction artistique : Edward Carrere
- Décors : George James Hopkins
- Costumes : Moss Mabry
- Maquillage : Gordon Bau
- Photographie : Robert Burks
- Montage : Rudi Fehr
- Musique : Dimitri Tiomkin
- Production : Alfred Hitchcock
- Société de production et de distribution : Warner Bros.
- Budget : 1 400 000 $
- Pays d'origine :  États-Unis
- Langue : anglais
- Format : couleurs (Warnercolor) - 1,66:1 - mono (RCA Sound System) - 35 mm (Procédé 3D Natural Vision)
- Genre : Thriller
- Durée : 105 minutes[1]
- Dates de tournage : du 30 juillet 1953 au 25 septembre 1953
- Dates de sortie : 
  - États-Unis : 29 mai 1954
  - France : 2 février 1955
- Affiches : Bill Gold (États-Unis), Joseph Koutachy, René Péron, Jacques Vaissier (France), Giuliano Nistri (Italie)

## Distribution
- Ray Milland (VF : Claude Bertrand) : Tony Wendice, ancien champion de tennis
- Grace Kelly (VF : Jacqueline Ferrière) : Margot Wendice, épouse de Tony
- Robert Cummings (VF : Roland Ménard) : Mark Halliday, auteur de romans policiers, amant de Margot
- John Williams (VF : Camille Guérini) : l'inspecteur Hubbard
- Anthony Dawson (VF : Roger Rudel) : Alexandre Swan « capitaine Lesgate »
- Leo Britt (VF : Georges Hubert) : le narrateur
- Patrick Allen (VF : Raymond Loyer) : le détective Pearson
- George Leigh (VF : Jean Berton) : le détective Williams
- George Alderson : ?
- Robin Hughes : ?
- Guy Doleman : un détective (non crédité)

## Production

### Tournage en 3D

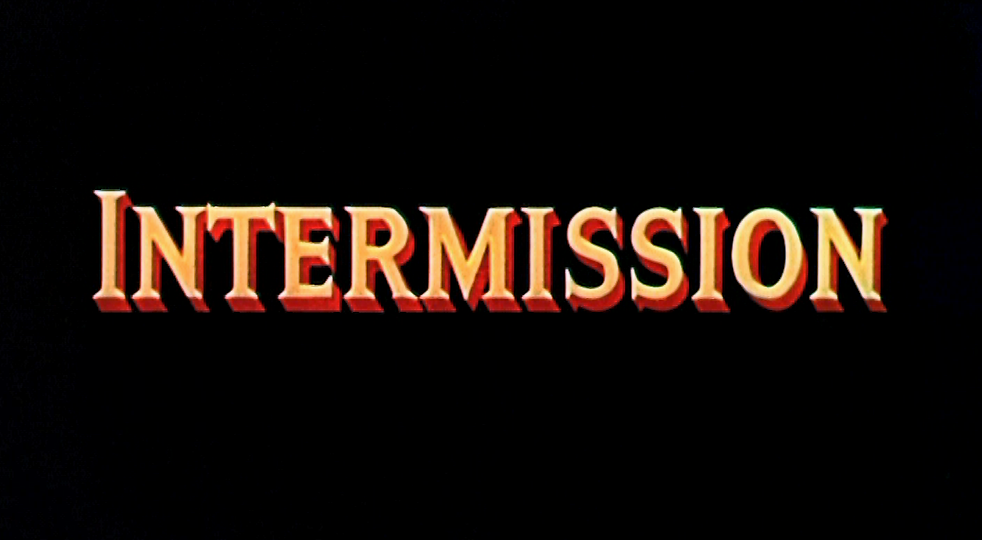

Le crime était presque parfait a été originellement filmé en relief stéréoscopique et projection en lumière polarisée, un procédé inventé au début des années 1950 et devenu très en vogue, nécessitant l'usage de lunettes polarisantes lors du visionnage.
Hitchcock a parfaitement intégré les possibilités du relief à sa mise en scène, comme dans le très gros plan sur le doigt de Tony Wendice tournant le cadran du téléphone, la main de Margot à la recherche désespérée de la paire de ciseaux ou la clef tendue par l'inspecteur Hubbard à la fin du film. Malheureusement très peu de spectateurs eurent l'occasion de profiter de cette version lors de sa sortie, car une seule ville (Saint-Louis)[réf. nécessaire] la projeta en relief.
De nos jours, le film est régulièrement projeté en relief lors de festivals ou manifestations spécialisées, et par certaines salles de cinéma équipées pour cette technique, celle-ci nécessitant une double projection et un écran métallisé spécial. Un entracte est nécessaire  pour le chargement simultané des deux bobines indispensable à l'effet stéréoscopique. 
Un Blu-ray 3D est désormais disponible.

## Autour du film
- Le crime était presque parfait est le premier des trois films d'Hitchcock avec l'actrice Grace Kelly[2]
- Caméo : à la 13e minute, Alfred Hitchcock, faute de pouvoir apparaître en mouvement dans une intrigue presque entièrement en huis clos, fait tout de même une apparition statique, sur la photo que Tony Wendice montre au prétendu capitaine Lesgate, parmi les anciens élèves attablés en compagnie dudit Wendice et de C. A. Swan.
- La pièce originale fut adaptée en France par Roger Féral sous le titre Crime parfait.
- Le paquebot Queen Mary apparaît dans une des scènes du film. C'est par lui que Mark Halliday arrive à Londres.
- La chambre de l’appartement des Wendice est dotée de bow windows (fenêtre arquée) typiques des habitations londoniennes.
- L'adresse de l’appartement 61 à Charrington Gardens n’existe pas à Londres[3]
- Les projections en 3D de ce film étaient obligatoirement interrompues par un entracte (d'habitude réservé aux très longs films) pour permettre le chargement simultané des deux bobines nécessaires à l'effet stéréoscopique, les cabines de projections ne disposant d'ordinaire que de deux appareils.
- Parce que le cinéaste tenait absolument au très gros plan sur le cadran du téléphone, irréalisable sur un modèle standard à cause de l'indispensable combinaison des deux caméras, un téléphone démesuré et un faux doigt énorme furent photographiés à la place.
- Un dialogue rappelle l’énorme valeur faciale de la livre sterling à l’époque : le policier remarque que le suspect retire de sa banque cinq livres par semaine, et il se demande « mais que peut-il bien faire d’une si grosse somme ? » (il comprend alors que cet argent sert à payer le meurtrier).
- Un autre dialogue rappelle que les mœurs étaient alors très corsetées : un jeune policier s’empare du sac à main de l’héroïne comme pièce a conviction, et le porte au creux de son bras comme le ferait une femme. Son chef lui dit alors : « ne le portez pas ainsi, vous allez vous faire arrêter par un agent… »
- Lorsque Ray Milland téléphone à Grace Kelly pour l’attirer à portée du meurtrier, le film montre dans le détail le fonctionnement d’un standard téléphonique électromécanique.